# Bandarharjo
Bandarharjo is een bestuurslaag in het regentschap Semarang van de provincie Midden-Java, Indonesië. Bandarharjo telt 18.904 inwoners (volkstelling 2010).